# Псевдокуняча акула карликова
Псевдокуняча акула карликова (Planonasus parini) — акула з роду Planonasus родини Псевдокунячі акули.

## Опис
Загальна довжина досягає 53-56 см при вазі 560 г. Голова довга. Морда пласка, параболічної форми. Очі помірно великі, овальні, горизонтальної форми, у 1,5-1,9 рази менші за довжину морди. Ніздрі невеликі, у 2,3 рази менші за довжину очей. Носові клапани короткі. Рот широкий, має V-подібну форму. Більшість зубів гребенеподібної форми. У неї 5 пар зябрових щілин. Тулуб в'ялий. Осьовий хребет нараховує 115–140 хребців. Грудні плавці короткі та широкі. Має 2 спинних плавця майже однакових плавця. Перший спинний плавець має трикутну форму, округлий на кінці, в основі ширше за задній. Розташовано між грудними та черевними плавцями. Задній спинний плавець вище за передній. Розташований навпроти маленького анального плавця. Хвостовий плавець гетероцеркальний.
Забарвлення коричневого кольору. Нижня сторона морди темніше. Перший спинний плавець має білу облямівку.

## Спосіб життя
Тримається на значній глибині. Ця акула млява, малорухлива. Полює переважно біля дна. Живиться головоногими та черевоногими молюсками, дрібною донною рибою, ракоподібними.
Це яйцеживородна акула. Самиця народжує 1-2 акуленят.

## Розповсюдження
Мешкає біля о. Сокотра, узбережжя Сомалі та Мальдівських островів.